# 洋裁
洋裁（ようさい、英: tailoring, dressmaking）は、洋服を作るための裁縫で、和裁に対する言葉である。洋裁は、縫うことばかりでなく、型紙を作り、裁断し、仮縫いして、本縫いし、仕上げるまでの過程を含んだ意味に解釈されている。

## 概要
洋服は、身体の曲線にあわせて立体的につくられるという特徴がある。主に立体裁断と平面裁断がある。
- 立体裁断 - 粗布か紙を人体あるいは人台（洋裁用トルソー）に当てて、印をつけて裁断し、それを人体や人台から外して型布とし、服に使う布の上に重ねて裁つ方式。布を直接、人体や人台など立体的なものに当てるので、実際の曲線や量を実物として見られるという特徴がある。
- 平面裁断 - 紙の上で原型を作図し、それを基に服の型紙をおこす方式。原型の作図法はデザイナーがそれぞれ独自のノウハウを持っており、デザイナーにとっては一種の企業秘密でもある。洋裁学校ではベーシックな作図法を教えている。平面裁断方式の場合はまず服のデザインを決め、着用者の各部位を採寸し、原型作成、型紙作成、裁断、仮縫い、本縫い、仕上げの順で作業を行う。日本で一般的なのはこの平面裁断である。戦後の日本にアメリカから導入されたパターン・ソーイングもこの平面裁断から派生した方式である。

注文や生産方法による分類としては、注文服、イージーオーダー、既製服がある。そのほかに家庭洋裁がある。
職業として洋裁をする人は、紳士用婦人用のスーツやコートなどの仕立て屋と、婦人用のドレスやブラウスなどの仕立て屋に大別される。前者はテーラー（英: tailor）、後者はドレスメーカー（英: dressmaker）やクーチュリエ（仏: couturier）と呼ばれる。

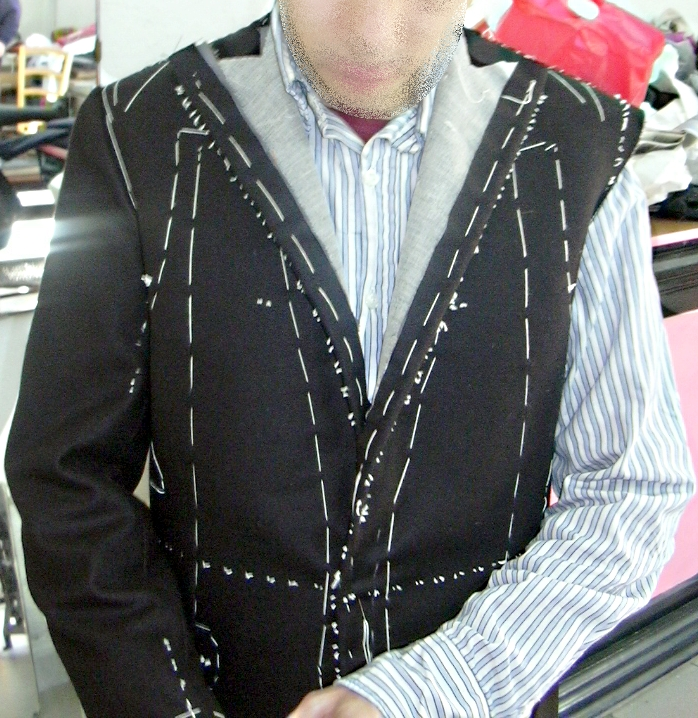
仮縫いの試着
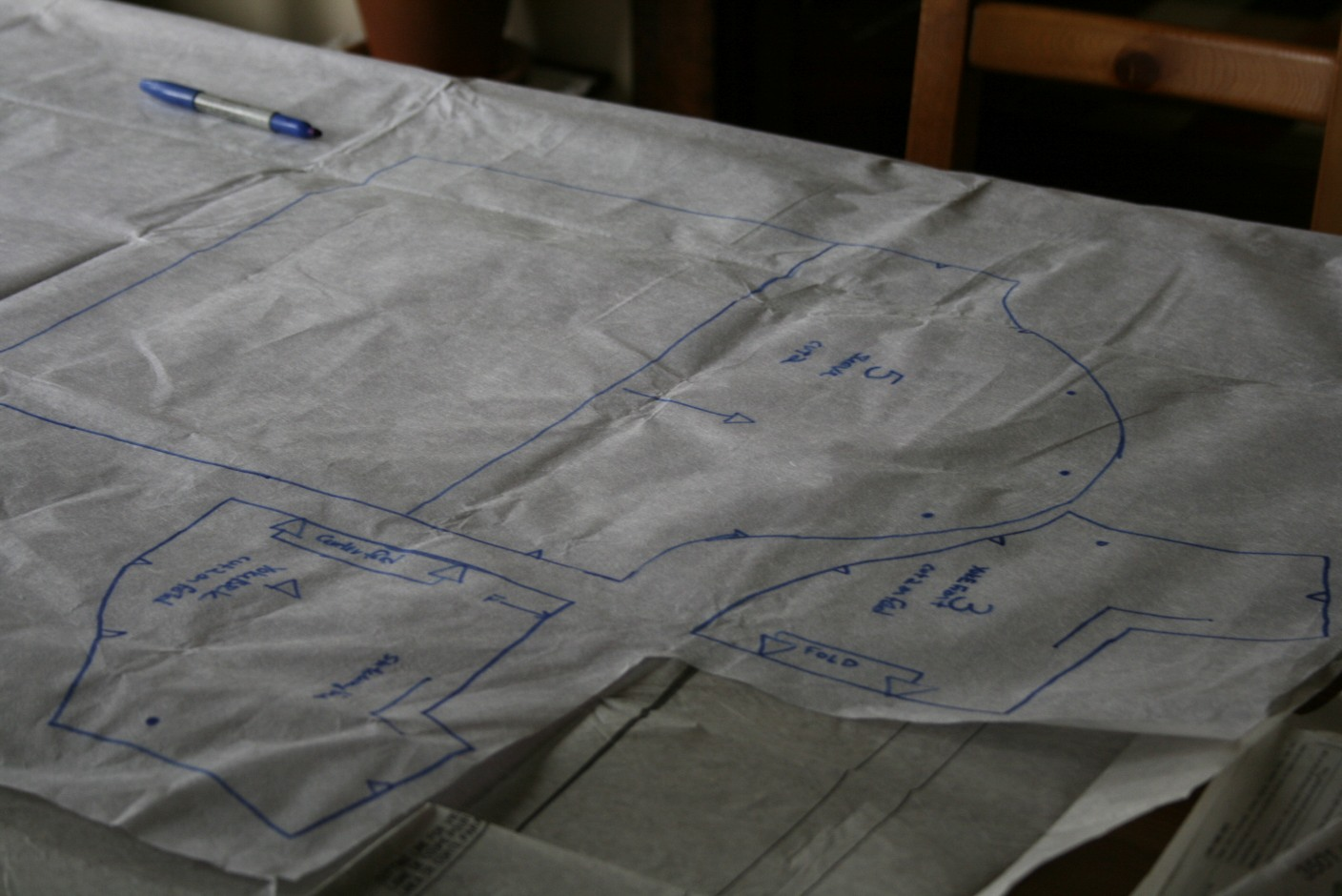
型紙づくり
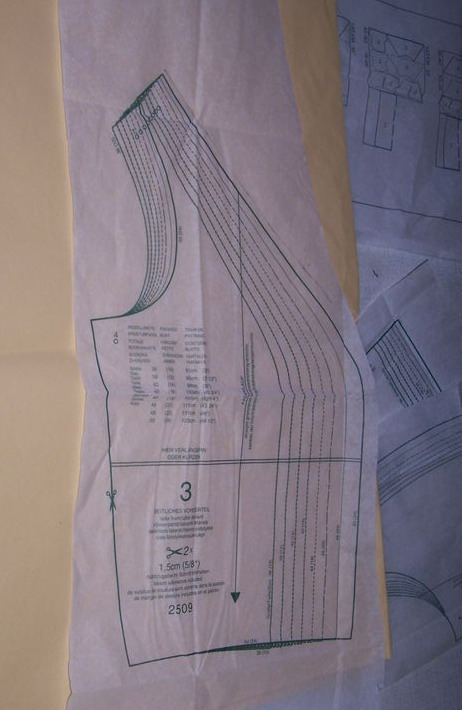
パターンソーイングのパターン

## 歴史
古代エジプトの衣服は腰衣が主で、これにケープ風の肩衣をまとい裁縫の必要はないものであったが、美しい刺繍や宝石などを取り付ける技術は施されていた。古代ギリシアや古代ローマではほとんど裁縫の必要のないキトン、トガ、ヒマティオンが着用され、長大な布を肩でとめたり、腰紐、帯、ピンなどによって着付けがされた。3世紀の初めにはキリスト教の影響で、ダルマティカと呼ばれる衣服が着用されだしたが、首の出穴と袖口とすそとがあいていて、その他は縫い付けられていた。ビザンティン時代の後北方民族の侵入により衣服の形態は変化し、それにつれて裁縫の技術も進歩した。すなわち南方系の衣服が開放的であるのに対して、北方系の衣服は密着式で上下が別れたツーピース方式で、男子はジャケットとズボン、女子はジャケットとスカートが組み合わされていた。
現在の洋裁の基礎の始まり
さらに13世紀にヨーロッパで興った新しい裁断法は立体裁断ともいうべきもので、現在の洋服裁縫の基礎となったものといえよう。これ以後はもっぱらこの立体裁断法が追求され各種の方式が生まれた。中世には裁縫師のギルドが形成され厳しい工人（職人）の養成がなされたが、一方家庭では主婦が裁縫に携わり、女子は自分の結婚衣裳を自らの手で縫う風習があった。しかし裁縫用具などはまだ手作りのものが多かったらしく、針やピンの産業が興ったのは中世以後のことであり、イギリスでは針もピンも16世紀までは家内製作であり、またボタンの工業などもエリザベス女王時代になってから興った。
18世紀にミシンの発明があり、その後改良が加えられて19世紀の初期には広く普及した。これのおかげで注文服製造の効率が上がった。19世紀中頃以降に既製服が広まったことにより次第に家庭裁縫の役割が変化し、衣服の購入、保存、補綴などに重点がおかれるようになってきた。
日本では戦後 - 昭和30年代には女性が内職でできる仕事として洋裁が広く行われた。
1949年時点で、洋裁学校の数は全国で2000校、生徒数は20万人に達していた。現在のテーラーは既製服の発達により、服飾全般を扱うのではなく主にスーツやコート、シャツを仕立てる職業となっている。